# Triângulo de ferro

Diagrama do Triângulo de Ferro

Na política dos Estados Unidos, o triângulo de ferro é um termo usado pelos cientistas políticos para descrever a tomada de decisão política relacionada aos comitês do congresso, a burocracia (executivo), e aos grupos de interesse.
No Governo Federal dos Estados Unidos, o comitê congressional é responsável pela fiscalização das agências federais e das agências independentes, regularizando suas indústrias e a industrias terceirizadas dos mesmos.
O conceito provavelmente foi utilizado pela primeira vez como "triângulo de ferro" no dia 17 de janeiro de 1919, pelo jornalista Ralph Pulitzer. Era a época da pós-Primeira Guerra Mundial, ele escreveu uma declaração referindo-se a Conferência de paz de Paris entre os Governos aliados. Ele apresentou, "Três forças estão trabalhando para uma paz tão sinistra: (1,) o bourbonismo de políticos; (2,) o materialismo dos industriais...; (3,) o militarismo dos soldados profissionais..." e "Se a Conferência de Paz é autorizada a permanecer entre os governos, em vez de permanecer entre os povos, então ela está susceptível a degeneração..."
O termo é utilizado com frequência para se referenciar ao complexo militar-industrial, com o Congresso e o Senado fazendo contratos com empresas privadas formando assim um triângulo.